# Vườn quốc gia Lesueur
Vườn quốc gia Lesueur là một vườn quốc gia ở Tây Úc, Úc.